# Нова Швабія
Нова Швабія (нім. Neuschwabenland) — територія в Антарктиді між 10° західної і 20° східної довготи, на яку висувала претензії нацистська Німеччина з 19 січня 1939 по 8 травня 1945 року.
Нова Швабія включала частину Землі Королеви Мод, на яку з 1938 року і досі претендує Норвегія.

## Перші експедиції
Як і багато інших країн, протягом кінця XIX — початку XX ст. Німеччина послала до Антарктиди декілька експедицій, більшість з них — з метою наукових досліджень. Антарктичні експедиції XIX ст. виконували астрономічні, метеорологічні та гідрологічні дослідження і працювали в південній Атлантиці, на островах Південна Георгія, Кергелен і Крозе, як правило, в співробітництві з командами науковців з інших країн. На початку XX ст. німецькі дослідники почали працювати на самій Антарктиді.
Перша німецька Антарктична експедиція (1901–1903) з ветераном полярних досліджень і професором геології Еріхом фон Дригальскі на чолі вперше почала використовувати в Антарктиці атмосферні зонди, наповнені гарячим повітрям. Вона також відкрила, описала і дала ім'я Землі Кайзера Вільгельма II.
Друга німецька Антарктична експедиція (1911–1912) на чолі з Вільгельмом Фільхнером мала перетнути Антарктиду з метою з'ясувати, є вона суцільним континентом чи групою островів. Цю трансантарктичну подорож не вдалося навіть почати, але експедиція відкрила і дала ім'я Берегу Луїтпольда і шельфовому льодовику Фільхнера.
1937 року в море вперше вийшла німецька китобійна флотилія, і після її успішного повернення весною 1938 року почалася підготовка до третьої німецької Антарктичної експедиції.

## Експедиція «Нова Швабія»

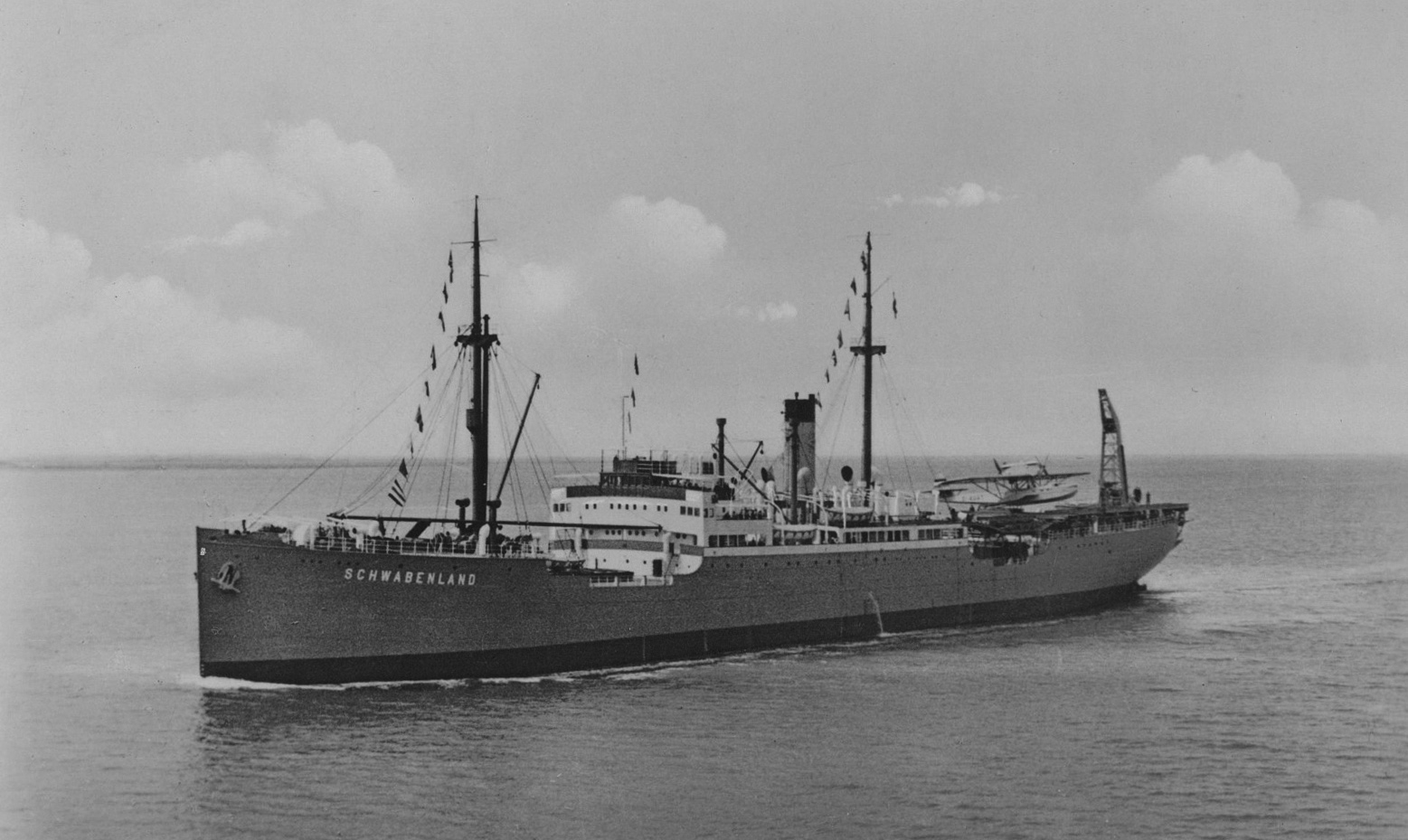
Експедиційне судно «Швабія»

Третьою Антарктичною експедицією керував Альфред Річер (Alfred Ritscher, 1879–1963). Її головною метою було підібрати в Антарктиді місце для німецької китобійної бази, яка була потрібна в рамках німецького плану зі збільшення виробництва жирів. За того часу китовий жир був головною сировиною для виробництва маргаринів та мила, і Німеччина була другим за обсягом закупок покупцем норвезького китового жиру, імпортуючи щороку близько 200000 тонн. Окрім незручностей, пов'язаних з залежністю від зовнішнього джерела важливої сировини, особливо в умовах передбаченої війни, це спричиняло великий тиск на німецькі запаси іноземної валюти.
17 грудня 1938 року експедиція вирушила з Гамбурга на борту «Швабії» (“Schwabenland”), транспортного судна, здатного нести на собі гідролітаки і запускати їх за допомогою катапульти. До складу експедиції входили 33 особи, і 24 моряка складали команду судна. В січні 1939 року експедиція прибула до району Землі Королеви Мод, на який в 1938 році вже висунула претензії Норвегія, і почала картографування місцевості. Протягом наступних тижнів суднові літаки марки «Доньє-Вал» (на ймення «Пасат» і «Бореас») здійснили 15 вилетів, облетівши район площею понад 600000 км² (щодо цього числа існують сумніви, можливо, площа була вдвічі менша). Було отримано 11000 аерофотографій. Для підтвердження претензій Німеччини на цей регіон, який було названо Новою Швабією, в різних місцях узбережжя були встановлені німецькі прапори, ще 13 було скинуто з літаків у внутрішніх районах. Піші команди обходили узбережжя і закладали схованки з описом кордонів німецької зони на пагорбах і інших прикметних орієнтирах. Експедиція заснувала на березі тимчасову базу, а також звітувала про відкриття геотермальних джерел і острівців рослинності в так званій оазі Шрімахера. «Швабія» повернулася до Німеччини в лютому 1939 року.
Ще дві експедиції були заплановані на 1939–1940 і 1940–1941 роки. Вони повинні були обрати слушне місце для китобійної станції і, головне, ще розширити територію, на яку може претендувати Німеччина. Перед другою експедицією мали бути також поставлені деякі військові задачі, імовірно, вивчення доцільності створення в Антарктиці бази для німецьких підводних човнів, які мали контролювати південну Атлантику і протоку Дрейка. Експедиції були скасовані у зв'язку з початком Другої Світової війни.
Назва «Нова Швабія» і досі присутня на деяких картах регіону, разом з іншими німецькими географічними назвами. Сучасна німецька антарктична станція «Ноймаєр» розташована в межах колишньої Нової Швабії.

## Легальне становище
Жодна країна не визнала німецьких претензій, а Антарктичний договір законсервував усі такі претензії з боку інших держав. Хоча висловлюється думка, що з юридичної точки зору Третій Рейх досі існує в межах Нової Швабії, такий погляд не підтримується ні жодним німецьким чи міжнародним законом, ані положеннями беззастережної капітуляції Німеччини перед союзними державами, яку було підписано 8 травня 1945 року — саме ця дата вважається датою скасування німецьких претензій на Нову Швабію.!

## Конспірологія і легенди
Має поширення легенда про те, що Адольф Гітлер не покінчив самогубством в 1945 році, а утік до Аргентини, звідки його (за деякими версіями — разом з Мюллером і Борманом) в 1950-х роках перевезли до секретної бази СС, збудованої під льодом Нової Швабії. Згідно з цією легендою, операція «Високий стрибок»  — повоєнна американська експедиція до Антарктиди, здійснена у 1947 році — мала знищити залишки нацистської присутності на континенті.

### Основні легенди
1. Нацистська база в Антарктиді: Одна з найвідоміших теорій полягає в тому, що після закінчення Другої світової війни деякі лідери Третього рейху втекли до Антарктиди і заснували секретну базу в Новій Швабії. Згідно з цією теорією, нацисти будували підземні міста або бази під льодом, де продовжували розробляти передові технології, зокрема літаючі тарілки.
2. Технології та НЛО: Конспірологи часто пов'язують Нову Швабію з чутками про німецькі дослідження НЛО і "Вундерваффе" (чудо-зброя). За цією версією, нацисти під час війни мали доступ до передових технологій, які були або розроблені власними вченими, або отримані від інопланетних цивілізацій. Ці технології нібито дозволили їм створити перші прототипи літаючих тарілок і втекти до Антарктиди після поразки.
3. Операція "Highjump": У 1946-47 роках американська військова експедиція під назвою "Операція Highjump" (операція "Стрибок у висоту") під керівництвом адмірала Річарда Берда досліджувала Антарктиду. Деякі конспірологи стверджують, що справжньою метою операції було знайти і знищити нацистську базу в Новій Швабії, що, на їхню думку, було підтверджено швидким завершенням експедиції після дивних подій та бойових зіткнень з німецькими технологіями.
4. Інші виміри та зони 51: Окремі версії включають ідеї про те, що база в Новій Швабії могла бути не просто науковою лабораторією, а центром міжпросторових або міжпланетних подорожей. Ці теорії включають ідеї про підземні світи або навіть портали в інші виміри, які нацисти могли використовувати для своїх експериментів і переміщень.
5. Антарктида та секретні дослідження: Інші теорії стверджують, що не лише нацисти, але й різні світові уряди ведуть секретні дослідження в Антарктиді, що можуть бути пов'язані з інопланетними технологіями або іншими таємничими відкриттями. Антарктида через свій ізольований статус і суворі умови стала ідеальним місцем для таких "чорних" проєктів.

Попри захоплення різними теоріями змови, більшість з них не мають наукових доказів або визнання з боку серйозних дослідників. Однак Антарктида залишається об'єктом зацікавленості через свій ізольований і малодосліджений характер, що сприяє поширенню таких міфів.